# Gheorghe Mărâi
Gheorghe Mărâi (n. 1935,  Păltiniș, județul Dorohoi, astăzi județul Botoșani, România, d. 2021, București, România) a fost un om de știință, cercetător și inventator român, cunoscut pentru contribuțiile sale în domeniul  telecomunicațiilor militare. În 1981 i-a fost acordat Ordinul Meritul Științific.

## Biografie
Gheorghe Mărâi s-a născut în Nordul Moldovei (Păltiniș, județul Dorohoi, astăzi județul Botoșani), primul fiu din trei într-o familie de agricultori, mici proprietari de pământ. Bunicul său matern, Zamfir Urzică, a participat în  atacul cămășilor albe în Bătălia de la Mărășești în timpul primului război mondial, unde a făcut parte din Batalionul 3, Regimentul 32 „Mircea”. Bunicul său patern, Nicolae Mărâi, și-a pierdut viața în aceeași bătălie de la Mărășești. Ca veterani și orfani de veterani, ambele familii au fost împroprietărite cu câte 5 hectare de teren în 1921, prin  Reforma Agrară promisă soldaților în timpul războiului de către regele Ferdinand și generalul Averescu, devenit mai târziu Mareșalul Averescu. Mama sa a fost Maria Mărâi (născută Urzică), și tatăl său a fost Vasile Mărâi. Înainte și în timpul celui de al doilea război mondial, tatăl său a fost militar mobilizat pe graniță și front, în linia întâi; a servit în trupele de grăniceri, și mai târziu la vânători de munte, între 1938 și 1944, după ce efectuase serviciul militar obligatoriu de trei ani în anii 1920. Familia, care i-a fost apropiată lui Gheorghe Mărâi toată viața, a rezistat până în 1962 eforturilor de confiscare a proprietăților agricole și de  colectivizare.
Gheorghe Mărâi a absolvit în 1954 cursurile de tehnician la Școala Medie Tehnică de Energie Electrică, Iași. A făcut serviciul militar obligatoriu între 1955 și 1957 în Trupele de Transmisiuni, inclusiv un an de specializare la școala de maiștri a Comandamentului Trupelor de Transmisiuni în București. În acest timp a studiat în mod independent, și de asemenea duminica la cursurile gratuite preparatoare de admitere organizate de Institutul Politehnic București. În 1956 a susținut cu succes examenele echivalente de bacalaureat la Școala Medie Nr. 24, astăzi Liceul Sf. Sava, în București. La sfârșitul serviciului militar în noiembrie 1957 s-a reîntors in Nordul Moldovei și s-a angajat la Centrul de  Telecomunicații Suceava al Ministerului Poștelor și Telecomunicațiilor.
În ianuarie 1958 Centrul de Telecomunicații Suceava l-a trimis la București la un curs de un semestru de specializare în comunicații pe linii lungi, la Școala Tehnică de Telecomunicații. Cursul era predat de unul din primii specialiști interbelici români în telecomunicații, Ion Gheorghiu. La sfârșitul cursului, Prof. Ion Gheorghiu l-a încurajat să devină inginer. Concomitent, filiala Botoșani/Suceava a Ministerului Poștelor și Telecomunicațiilor rula un program comun cu Facultatea de Electronică și Telecomunicații: două locuri de studiu subvenționat de Minister, urmat obligatoriu de un contract de angajare la filială după absolvire. Însă nu avea șanse de a fi selecționat pentru acest program preferențial. În septembrie 1958, a călătorit oricum la București în timpul unui scurt concediu, și a dat admiterea la Facultatea de Electronică și Telecomunicații din Institutul Politehnic București, unde a fost admis al doilea din 495 de candidați. 
În acel moment, s-a găsit într-o situație inedită. Pe o parte, reușise cu brio la admiterea la facultate, în vreme ce cei doi candidați cu dosar social solid, selecționați de filiala Botoșani/Suceava, nu reușiseră la admitere. Pe de alta parte, nu avea posibilități să se întrețină pe durata studiilor: resursele familiei erau complet epuizate prin sistemul comunist al cotelor, reședința familiei era la mai bine de 500 km de București, dosarul social “defect” (familie necolectivizată) îi bloca accesul la căminul și cantina Institutului, și nu existau posibilități de angajare part-time dincolo de ocupația nocturnă inedită, dar populară între studenții de la Politehnica, de descărcători de vagoane de mărfuri în gară. După o lună de asemenea aventuri, a depus personal o petiție la Ministerul Poștelor și Telecomunicațiilor, prin care s-a oferit să semneze un contract de angajare la filiala Botoșani/Suceava a Ministerului, în schimbul unuia din cele două locuri subvenționate neocupate în acel an. Petiția nu i-a fost aprobată, din „lipsă de precedent”. În schimb, în holul Ministerului s-a reîntâlnit întâmplător cu fostul său profesor de specializare, Ion Gheorghiu, Director General în Ministerul Poștei și Telecomunicațiilor. Ion Gheorghiu s-a oferit să-l angajeze privat ca tutore de matematică al fiului său, și mai târziu, împreuna cu soția sa Elisabeta Gheorghiu, l-a inclus în familia sa și căminul său, unde a trăit și a locuit vreme de cinci ani. Prin generozitatea, profesionalismul, și luminozitatea sa, Ion Gheorghiu i-a servit ca model de comportament uman și profesional în întreaga sa activitate științifică; a continuat să păstreze legături strânse cu familia dânsului.
A absolvit în 1963 cursurile  Facultății de Electronică și Telecomunicații din Institutul Politehnic București, unde l-a avut ca profesor pe Grigore Moisil vreme de un an, și ca mentor mai mulți ani, și a devenit inginer în specialitatea telecomunicații. Imediat după absolvire a lucrat ca inginer la Comandamentul Trupelor de Transmisiuni în Ministerul Apărării Naționale, în Unitatea de Proiectări Sisteme de Transmisiuni, și din 1967 ca cercetător în Centrul de Cercetări și Proiectări, de asemenea în Comandamentul Trupelor de Transmisiuni. 
Odată cu incorporarea Centrului de Cercetări și Proiectări în 1968 în Institutul Tehnic de Cercetare și Proiectare al Armatei, astăzi Agenția de Cercetare pentru Tehnică și Tehnologii Militare, a devenit cercetător științific principal și șef de colectiv de cercetare și proiectare (1968-1998), cu numeroase reușite profesionale. În această perioada a Institutului, a fost unul din cei trei civili care au deținut, prin excepție, funcții științifice de conducere (ing. Mărâi, ing. matematician Iulian Măgureanu, și ing. Hoară), având ca subalterni ofițeri superiori militari.
În 1984 a obținut doctoratul în ingineria telecomunicațiilor la Academia Tehnică Militară, prin susținerea tezei de doctorat sub îndrumarea dr. ing. Eugeniu Oancea. A fost de asemenea Lector asociat la Facultatea de Transmisiuni din Academia Tehnică Militară (1974-1977), și conducător de proiecte de diplomă la Academia Tehnică Militară și la Facultatea de Electronică și Telecomunicații, Institutul Politehnic București (1974-1980).
În 1998 a ieșit la pensie și a devenit șeful Departamentului de Proiectare al firmei Marctel S.A. (1998-2007), împreună cu o parte din fostul său colectiv, cu activități de  proiectare de Sisteme de Comunicații.
A fost recunoscut de colegi pentru modestia, generozitatea, și dârzenia sa.

## Activitate științifică
În ultimii ani de facultate (1961-1963), a fost recrutat de Prof. Grigore Moisil într-un mic grup mixt de cercetare, cu zece participanți matematicieni și ingineri, selecționați dintre foști studenți din cursurile de logică matematică și algebră booleană predate de Moisil la Facultatea de Matematică a Universității din București și în Politehnica. Grupul, care a inclus de asemenea viitorii profesori și calculatoriști Paul Cristea, Petre Dimo, și Ion Filotti, s-a întâlnit în fiecare sâmbătă după-amiază cu Moisil la  Casa Oamenilor de Știință din București, până în anul 1968, și a păstrat un adânc respect și recunoștință lui Moisil pentru intelectul, generozitatea față de studenți, și simțul său de umor. Sub îndrumarea lui Moisil, grupul a investigat teme de cercetare legate de logica neoclasică, teoria algebrică a automatelor, și circuite cu tranzistori. În acea perioada, Gheorghe Mărâi a schițat, pe hârtie, primul sistem automat care simula funcționarea centralelor telefonice; în acea eră conexiunile dintre apelant și apelat în centralele telefonice erau încă recunoscute și efectuate de operatori umani. Din acea perioadă datează, de asemenea, interesul său în funcții Walsh.  
În 1967 a fost recrutat ca cercetător de col. dr. ing. Eugeniu Oancea, director al Centrului de Cercetări și Proiectări, din Comandamentul Trupelor de Transmisiuni, și din 1968 Director Științific al Institutului Tehnic de Cercetare și Proiectare al Armatei, care l-a ajutat mai departe să se maturizeze profesional. Ca șef de colectiv de cercetare în cadrul institutului, Gheorghe Mărâi  a condus cercetarea, proiectarea și punerea în fabricație a: 7 tipuri de echipamente pentru transmisiuni la mare distanță cu multiplexare în frecvență; un comutator digital pentru canale numerice cu modulație delta; echipamente pentru transmiterea și recepția mesajelor tipizate între marile unități aparținând Ministerului Apărării Naționale (MApN); studiul de fezabilitate pentru Rețeaua de Transmisiuni Permanentă MApN (RTP); proiectarea și implementarea unui minisistem pilot prin care să se verifice îndeplinirea cerințelor operaționale impuse întregului sistem RTP.
Aceste proiecte au fost recunoscute de un Brevet de invenție (Mărâi, Oancea, Paladian), eliberat de Oficiul de Stat pentru Invenții și Mărci, România, pentru echipamente pentru transmiterea și recepția mesajelor tipizate, și prin mai multe premii și medalii la nivel național. Aceste realizări au fost de asemenea recunoscute prin 20 de certificate de inovator, eliberate de Departamentul de Înzestrare a Armatei, Ministerul Apărării Naționale. Cercetările și rezultatele științifice obținute au fost de asemenea prezentate și publicate în reviste de specialitate militară și în comunicări la sesiuni științifice.
Ca parte a activității sale didactice la Facultatea de Transmisiuni din Academia Tehnică Militară (1974-1977), a fost de asemenea autorul/coautorul a două manuale, ambele de uz intern la Academia Tehnică Militară: G. Mărâi și R. Stănculescu, „Curs de telefonie”, și G. Mărâi, „Curs de linii de comunicații”.
În 1984 a obținut doctoratul în ingineria telecomunicațiilor la Academia Tehnică Militară, prin susținerea tezei de doctorat intitulată „Ortogonalizarea funcțiilor Walsh și aplicațiile acestora în realizarea echipamentelor multiplex secvențiale", elaborată sub îndrumarea dr. ing. Eugeniu Oancea, și evaluată de Prof. Adelaida Mateescu din Facultatea de Electronică și Telecomunicații, Institutul Politehnic București și de Prof. Alexandru Șerbănescu din Academia Tehnică Militară. În 1992 a scris și publicat cartea „Comanda vocală a sistemelor tehnice” (Ed. Militară 1992), împreuna cu omul de știință Viorica Mărâi.
În același timp cu activitatea de cercetare, a reprezentat România ca delegat tehnic în întâlnirile științifice ale Organizației  Tratatului de la Varșovia între anii 1972-1985, și apoi din nou în 1990. În cadrul acestor întâlniri internaționale, a avut sarcina de a evalua și aproba propuneri de echipamente de telecomunicații militare care urmau a fi comercializate și utilizate în statele membre ale alianței.
În decursul activității științifice și pedagogice, a pregătit profesional multiple generații de experți și cercetători români în telecomunicații militare, printre care se numără col.ing. Ilie Marian, col.ing. Costache Șerban, dr.ing. Sorin Stoica, col.ing. Agenor Scărlătescu, ing. Dan Bujoreanu, ing. Dumitru Bârjovanu, gen. Anton, gen. Georgescu, și mulți alți specialiști.

## Premii și onoruri
Reușitele sale profesionale au fost recunoscute de statul român prin următoarele distincții și medalii: 
- Medalia Muncii (1969)
- Medalia „A XXX-a aniversare a zilei Armatei Republicii Socialiste România” (1971)[10]
- Medalia „25 de ani de la Proclamarea Republicii” (1972)[10]
- Ordinul Meritul Științific (1981), astăzi Ordinul Meritul Cultural